# Taeniophyllum singulare
Taeniophyllum singulare är en orkidéart som beskrevs av Johannes Jacobus Smith. Taeniophyllum singulare ingår i släktet Taeniophyllum och familjen orkidéer. Inga underarter finns listade i Catalogue of Life.